# Geron curvipennis
Geron curvipennis är en tvåvingeart som beskrevs av Zaitzev 1972. Geron curvipennis ingår i släktet Geron och familjen svävflugor.
Artens utbredningsområde är Mongoliet. Inga underarter finns listade i Catalogue of Life.